# Harry Austryn Wolfson
Harry Austryn Wolfson (2 de novembre de 1887 – 20 de setembre de 1974) va ser un erudit, filòsof i historiador de la Universitat Harvard, el primer president del Centre d'Estudis Judaics dels Estats Units.